# Пироговка (Астраханская область)
Пирого́вка — село в Ахтубинском районе Астраханской области, образует муниципальное образование «Село Пироговка» со статусом сельского поселения.

## География
Село расположено в 67 км на юг от Ахтубинска близ автодороги Волгоград — Ахтубинск — Астрахань.

## История
Село Пироговка Золотухинской волости Енотаевского уезда Астраханской губернии образовано в конце XVIII века. Населено было русскими и часть малороссами, названо по фамилии первого поселенца Павла Пирогова. С 1833 года население увеличилось пришельцами из Воронежской губернии. 

Въ селѣ: церковь, 2 торговыя лавки, питейный домъ, 2 кузницы, хлѣбный магазинъ, 30 вѣтряныхъ мельницъ и пожарный сарай съ инструментами.— Труды Астраханскаго губернскаго статистическаго комитета Астрахань, 1877.
В 1931 году был организован колхоз «Память Ильича».
С 1 января 2006 года в соответствии с Законом Астраханской области № 43/2004-ОЗ от 6 августа 2004 года муниципальное образование «Село Пироговка» наделено статусом сельского поселения.

## Население
| 2002 | 2010 | 2012 | 2013 | 2014 | 2015 | 2016 |
| ---- | ---- | ---- | ---- | ---- | ---- | ---- |
| 857  | ↘816 | ↘800 | ↗804 | ↘799 | ↗808 | ↘796 |
| 2017 | 2018 | 2019 | 2020 | 2021 |      |      |
| ↘795 | ↘792 | ↘780 | ↘771 | ↘646 |      |      |